# Reichsvereinigung der Juden in Deutschland
Reichsvereinigung der Juden in Deutschland var en organisation i Nazityskland, verksam 1939–1943.
Organisationen grundades som en del av Reichsvertretung der Deutschen Juden och fokuserade på att hjälpa judar med laglig emigration från Nazityskland. 